# Cephalojonesia
Cephalojonesia là một chi rêu trong họ Cephaloziellaceae.